# 1902 Shaposhnikov
Az 1902 Shaposhnikov (ideiglenes jelöléssel 1972 HU) egy kisbolygó a Naprendszerben. Tamara Szmirnova fedezte fel 1972. április 18-án.